# Laguna de Paca

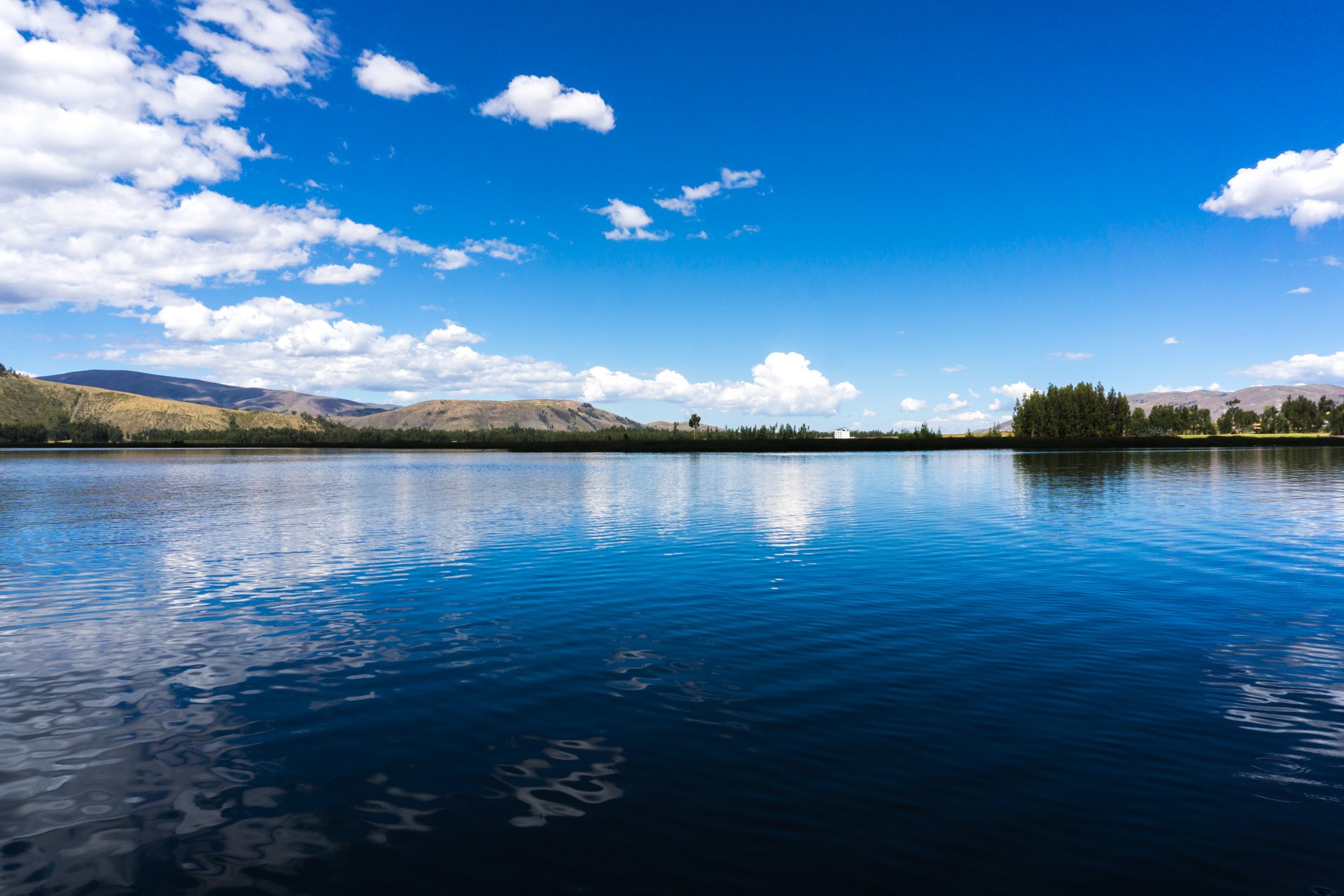
Laguna de Paca

Laguna de Paca är en sjö i Peru som ligger i Jauja i Junín, cirka 3,5 km norr om staden Jauja. Den ligger på en höjd av 3 418 meter, har en yta på 21,40 km² och en kapacitet på 85,50 tusen m³.
Vassområdena i sjön utgör livsmiljöer för många vilda fåglar. Det är det mest besökta området i Mantarodalen. Längs sjön ligger hotell och restauranger, och under helger helger fylls de med besökare för promenader längs vattnet eller för att äta den traditionella rätten pachamanca eller stekt öring. 